# 游乐场游戏工作室
游乐场游戏工作室（英語：Playground Games）是一家英国的游戏开发商。成立于2009年，最为人熟知的作品是《极限竞速》系列的分支：《极限竞速 地平线》系列。

## 公司历史
游乐场游戏工作室成立于2009年，公司最早的19名创建者大多来自英国一些优秀的游戏公司，像Codemasters、Bizarre Creations、育碧回聲、黑岩工作室、Slightly Mad Studios、Criterion Games等和其他以制作竞速游戏出众的游戏开发公司。
2012年3月，在加利福尼亚举行的微软春季展会上，游乐场游戏工作室正式公布了工作室的第一个游戏项目：《极限竞速 地平线》。本作开发始于2年之前，游乐场游戏工作室在与《极限竞速》系列主开发商Turn 10工作室商讨如何拓宽系列作品后，确定了本作的主旨——开放世界；《极限竞速 地平线》由游乐场游戏工作室和Turn 10工作室协作开发，并由微软工作室在Xbox 360平台发行，游戏于2012年10月23日正式发售。
2013年7月，欧洲游戏开发者奖项Develop Awards 2013的颁奖礼上，游乐场游戏工作室凭借《极限竞速 地平线》的表现获得了“最佳新人工作室”（Best New Studio）奖项。
2014年6月，《极限竞速 地平线》的续作《极限竞速 地平线2》正式公布，依旧由游乐场游戏工作室担任主力开发商之一，并由其负责Xbox One版本。Xbox One版本将采用《极限竞速5》的游戏图形引擎。
2016年6月，《极限竞速 地平线3》正式公布，游戏将支持微软的Xbox Play Anywhere跨平台服务，允许玩家购买一份游戏的数字版后便可在Xbox One和运行Windows 10的电脑上进行游戏。本作相比前作将游戏背景从南欧搬到了澳大利亚，并加入了更自由的赛事自定功能。游戏在发售后获得业界的高度好评，并获得了该年度的不少竞速类游戏奖项。
2017年2月，该工作室在接受gamesindustry.biz采访时详细计划开设一个新工作室，专注于非赛车开放世界视频游戏项目。9月后，该公司宣布他们正在与Sean Eyestone担任制作总监以及首席设计师Will Kennedy和首席战斗设计师Juan Fernándezde Simón一起开发“开放世界动作RPG”。与此同时，他们宣布了第二个工作室，位于皇家利明頓溫泉的圣奥尔本斯之家，占地17,000平方英尺，以容纳新团队。 每个工作室的预计人数超过200人。
2018年6月，微軟在其E3游戏展前发布会上宣布收購了包括遊樂場遊戲工作室在内的4家游戏公司。
2019年，游乐场游戏工作室发布招聘需求称将开发一款“AAA级开放世界动作RPG游戏”；2020年，微软正式公布了《神鬼寓言系列》的重启作《神鬼寓言》，由游乐场游戏工作室开发。
2022年1月，工作室总监及创始人之一的加文·雷布恩宣布离职，他之后在腾讯的注资下组建了新的游戏工作室“Lighthouse Game”。
2024年7月，工作室在皇家利明顿温泉设立了公司第三个工作室。

## 公司作品
| 游戏名称                         | 发售年份 | 游戏类型 | 发售平台                          | 发行商         | 备注                                                                     |
| -------------------------------- | -------- | -------- | --------------------------------- | -------------- | ------------------------------------------------------------------------ |
| 极限竞速 地平线 Forza Horizon    | 2012     | 竞速     | Xbox 360                          | 微软工作室     | 与Turn 10工作室联合开发                                                  |
| 极限竞速 地平线2 Forza Horizon 2 | 2014     | 竞速     | Xbox One                          | 微软工作室     | 与Turn 10工作室联合开发Xbox One版本。 Xbox 360由Sumo Digital工作室负责。 |
| 极限竞速 地平线3 Forza Horizon 3 | 2016     | 竞速     | Xbox One Windows 10               | 微软工作室     | 支持“Xbox Play Anywhere”跨平台服务                                       |
| 极限竞速 地平线4 Forza Horizon 4 | 2018     | 竞速     | Xbox One Windows 10 Xbox Series X | 微软工作室     | 支持“Xbox Play Anywhere”跨平台服务                                       |
| 极限竞速 地平线5 Forza Horizon 5 | 2021     | 竞速     | Windows 10 Xbox Series X/S        | Xbox游戏工作室 | 支持“Xbox Play Anywhere”跨平台服务                                       |
| 神鬼寓言 Fable                   | 2026     | 角色扮演 | Xbox Series X Windows 10          | Xbox游戏工作室 |                                                                          |